# Alexandre del Valle
Alexandre del Valle (* 6. September 1969 in Marseille) ist ein französischer Politikwissenschaftler, Journalist und Essayist.

## Leben
Alexandre del Valle studierte Geschichte der politischen Institutionen, Sicherheit, Landesverteidigung und Geschichte der politischen Doktrinen.  Er schloss sein Studium am Institut für politische Studien (Institut d'Etudes Politiques) von Aix-en-Provence, an der Universität von Montpellier 3 Paul Valery und am Institut für Politikwissenschaft in Mailand ab. Er erwarb einen Doktorgrad in Zeitgeschichte an der Universität von Montpellier 3 Paul Valery („Der Westen und die zweite Entkolonialisierung: Indigenismus und Islamismus des Kalten Krieges bis heute“).

## Beruflicher Werdegang
Zu Beginn seiner Karriere arbeitete er in Frankreich als Beamter. Danach arbeitete er im Europäischen Parlament in Brüssel und gründete schließlich seine eigene Beratungsfirma.
Derzeit unterrichtet er Geopolitik und Internationale Beziehungen an der Hochschule für Handel (Ecole supérieure de Commerce) – La Rochelle.

## Essayist
Er ist Autor von sieben auf Französisch veröffentlichten Büchern. Einige seiner Bücher wurden ins Portugiesische, Italienische, Spanische und Serbische übersetzt.
Sein erstes Buch „Islamismus und die Vereinigten Staaten: eine Allianz gegen Europa“ präsentiert eine tiefgründige Analyse der finanziellen und materiellen Unterstützung der USA für die afghanischen Mudschaheddin in deren Kampf gegen die Sowjetunion.
Im letzten Buch "Das Chaos in Syrien untersucht er die Ursachen für den Konflikt in Syrien.
Del Valle verteidigte die Idee der Annäherung zwischen Russland und Europa, die Basis für einen neuen Block, den er "Pan-West" nennt, um die islamistische Bedrohung zu bekämpfen.
Del Valle betrachtet den Islamismus als eine dritte Art von Totalitarismus, neben dem Nationalsozialismus und dem Kommunismus.

Alexandre Del Valle schreibt, dass der „post-christliche Westen nie vorhatte, die Christen von Ägypten, Pakistan, Nigeria oder Sudan, die von Sunniten verfolgt werden, zu verteidigen… Die NATO-Kräfte, die Russland immer noch als den sowjetischen Feind des Kalten Krieges sehen, haben oft seit den 1990er Jahren ihre Truppen gegen pro-russische Regime geschickt (Milosevics Serbien, Saddam Husseins Irak, Gaddafis Libyen usw.), besonders aus 'Solidarität' mit ihren ölproduzierenden 'Verbündeten' vom Persischen Golf und mit der Organisation der Islamischen Konferenz, die verlangten, dass sie Bosnien und Herzegowina, Kosovo, Kuwait und die libyschen und jetzt syrischen Islamisten verteidigen“.

## Werke
- La Maronité politique, Le système confessionnel libanais et la guerre civile, IEP d'Aix-en-Provence, 1992 (mémoire).
- Statut légal des minorités religieuses en terres d'Islam, Faculté de droit d'Aix-en-Provence, 1993 (mémoire).
- La Théorie des élites, Faculté de Sciences politiques de Milan, 1993 (mémoire de DEA en histoire des doctrines politiques et des institutions politiques).
- Islamisme et États-Unis, une alliance contre l'Europe, L'Âge d'Homme, 1997 (ISBN 2-8251-1060-4). versions italienne et serbo-croate.
- Une idée certaine de la France (ouvr coll), Sous la direction d'Alain Griotteray, 1999, France-Empire, 1998.
- Guerres contre l'Europe : Bosnie, Kosovo, Tchétchénie, Les Syrtes, 2001 (ISBN 2-84545-045-1). (versions espagnoles, brésilienne, portugaise, italienne et serbo-croate).
- Quel avenir pour les Balkans après la guerre du Kosovo, Paneuropa/L'Age d'Homme, 2000.
- Le Totalitarisme islamiste à l'assaut des démocraties, Les Syrtes, 2002.
- La Turquie dans l'Europe : un cheval de Troie islamiste ?, Les Syrtes, 2004 (ISBN 2-84545-093-1).
- Le Dilemme turc, ou les vrais enjeux de la candidature d'Ankara avec Emmanuel Razavi, Les Syrtes (ISBN 2-84545-116-4).
- Frères musulmans. Dans l'ombre d'Al Qaeda, Jean-Cyrille Godefroy, 2005 (ISBN 2-86553-179-1), préface d'Emmanuel Razavi.
- Perché la Turchia non può entrare nell'Unione europea, Guerini ed Associati, Milan, 2009 (préface de Roberto de Mattei).
- I Rossi Neri, Verdi: la convergenza degli Estremi opposti, Lindau, 2009, Turin (préface Magdi Allam).
- Pourquoi on tue des chrétiens dans le monde aujourd'hui ? : La nouvelle christianophobie, Maxima Laurent du Mesnil 2011 (préface Denis Tillinac)
- Le complexe occidental : Petit traité de déculpabilisation, L'artilleur, Toucan Essais, 2014.
- Le Chaos syrien, printemps arabes et minorités face à l'islamisme, Dhow, 2014.